# Konrad Klinge
 Konrad Klinge (auch Kling; * 1483 oder 1484; † 10. März 1556 in Erfurt) war ein Theologe, Guardian des Franziskanerklosters in Erfurt und Domprediger.

## Leben
Erstmals urkundlich erwähnt wird Konrad Klinge 1518. An der Erfurter Universität promovierte er 1520 zum Doktor der Theologie und war mehrmals Dekan der theologischen Fakultät. 1521 wird er auch als Guardian des Erfurter Franziskanerklosters erwähnt. Obwohl er später ein entschiedener Reformationsgegner wurde, stand er der lutherischen Lehre, die er selbst als „neuere Lehre“ bezeichnet, anfangs offen gegenüber, rezipierte sie teilweise und sah in ihr keinen grundsätzlichen Widerspruch zur tradierten theologischen Lehre. Aus seelsorglichen Gründen wollte er aber nicht nur von der Rechtfertigung durch den Glauben sprechen, sondern auch die Notwendigkeit des Vollbringens guter Werke lehren. So erklärte der ebenfalls aus dem Erfurter Franziskanerkloster hervorgehende spätere lutherische Prediger Justus Menius, er habe anfangs gedacht, dass Klinge auch Anhänger der reformatorischen Lehre sei und nur aus seelsorglichen Gründen nichts überstürzen wolle. Im Laufe der Zeit wandelte er sich aber – wohl auch unter dem Eindruck der Begleitumstände bei der Einführung der Reformation und den gesellschaftlichen Unruhen Mitte der 1520er Jahre – zu einem Gegner der Reformation. Als 1530 durch den Hammelburger Vertrag in Erfurt rechtlich eine Situation entstand, in der beide Religionsparteien nebeneinander existierten, erhielt Klinge das Predigeramt an der Marienkirche, dem heutigen Dom, und wurde zum geistigen Haupt der Katholiken in Erfurt. In den darauffolgenden Jahren verbreitete sich sein Ruf als Verteidiger der katholischen Lehre über Erfurt hinaus. Anhänger der Reformation sahen in ihm teilweise einen besonders gefährlichen Gegner, weil er in seinen Ausführungen einzelnen reformatorischen Auffassungen so viel Raum gab, dass er seine Zuhörer verwirren konnte. Am 10. März 1556 starb Konrad Klinge, der noch am 3. Fastensonntag in der Marienkirche gepredigt hatte, im Alter von 72 Jahren. Sein Grabstein befindet sich in der Nordwestecke des Doms.

## Lehre
Klinge setzte sich mit der reformatorischen Lehre nicht nur auf der Kanzel auseinander. Von ihm liegt auch ein umfangreicher literarischer Nachlass vor, der allerdings erst nach seinem Tod – teilweise in mehreren Auflagen – herausgegeben wurde. Dennoch ist von einer einheitlichen Verfasserschaft der unter seinem Namen edierten Schriften auszugehen. Seine Werke, die in Köln und Paris herausgegeben wurden, fanden in der zweiten Hälfte des 16. Jahrhunderts eine weite Verbreitung. Einen breiten Raum nimmt in ihnen die Befassung mit Fragen der Rechtfertigungslehre ein. Dabei zeigt sich deutlich eine vertiefte Auseinandersetzung mit der reformatorischen Lehre.
Klinge unterscheidet zunächst im Hinblick auf die Rechtfertigung zwischen der lutherischen Lehre, die er als „neuere Richtung“ bezeichnet, und der traditionellen Lehre. Nach seiner Auffassung besteht zwischen beiden kein grundsätzlicher Widerspruch, denn beide stimmen für ihn darin überein, dass das ewige Leben aus Gnade um Christi willen und nicht wegen menschlicher Werke erlangt wird. In seiner Lehre folgt er teilweise der „neueren Richtung“. So unterscheidet er beim Begriff der Gnade zwischen einem engeren und einem weiteren Gebrauch. Im engeren, eigentlichen Sinn ist Gnade eine Haltung Gottes (favor), die er um Christi willen erweist. Gnade im weiteren Sinn ist der Beistand des Heiligen Geistes oder ein Wirken Gottes in den Gläubigen. Rechtfertigung besteht für ihn aus Sündenvergebung, Gabe des Heiligen Geistes und Annahme zum ewigen Leben. So erklärt er Rechtfertigung als gnadenhafte, unverdiente Vergebung der Sünden und Annahme der Person zum Erlangen des ewigen Lebens um des Glaubens an Christus willen. Sie besagt, auf forensische Weise als gerecht angesehen oder erklärt zu werden, d. h. die Rechtfertigung ist ein Werk „extra nos“, das der Mensch nur „erduldet“ oder „empfängt“. Zu ihr gehört auch die Gabe des Heiligen Geistes, weshalb dieses Geschehen Wiedergeburt oder Erneuerung genannt werden kann. Sie ist auch der Beginn des ewigen Lebens im Gläubigen. Die guten Werke, die der Gerechtfertigte vollbringt, zeigen, dass der Glaube lebendig und vollkommen ist. Sie sind jedoch nicht der Grund für das Erbarmen Gottes und können nur mit Hilfe der Gnade vollbracht werden. Trotzdem sind sie aber notwendig, um die Rechtfertigung zu bewahren. Obwohl Klinge die lutherische Lehre zunächst weitgehend rezipiert, warnt er, dass leichtfertige Menschen in ihr ein Schlupfloch für ihre Lebensführung sehen könnten.
Klinge greift in seinen Ausführungen auch – wie nur wenige katholische Kontroverstheologen – die lutherische Unterscheidung von Gesetz und Evangelium auf. Er führt aus, dass dem Menschen sowohl im Alten Testament als auch im Neuen Testament Gottes Wort als Gesetz und als Evangelium gegenübertritt. Als Gesetz macht es die Sünde und den Zorn Gottes offenbar und hält die strafende Gerechtigkeit Gottes vor Augen. Als Evangelium verheißt es die Gnade und Sündenvergebung, richtet es das von Schrecken befallene Gewissen auf und tröstet es. Allerdings betont er auch die bleibende Bedeutung des Gesetzes für den Gerechtfertigten als Wille Gottes. Er verknüpft sie mit dem unter dem Evangelium gegebenen Geschenk des Heiligen Geistes, mit dessen Hilfe die Gebote befolgt werden können. Um die Notwendigkeit des Vollbringens guter Werke durch die Gerechtfertigten zu begründen und gleichzeitig die Unterscheidung von Gesetz und Evangelium zu wahren, entwickelt Klinge später in den Loci communes einen analogen Begriff von Gesetz, das kein von außen wirkendes Prinzip, sondern inneres Prinzip als Gesetz der im Gerechtfertigten wirkenden Liebe ist.
Klinge integriert partiell die reformatorische Lehre und verändert oder ergänzt sie, wo er ihr nicht folgen kann. Besonders fällt dabei die Betonung der christlichen Lebensführung auf, ein Aspekt, den er zunehmend hervorhebt. Klinge differenziert dazu in seinem theologischen Denken zwischen Rechtfertigung und zukünftigem Heil. Rechtfertigung und künftiges Heil werden von Gott nur um Christi willen aus Gnade gewährt. Während das Annehmen der Rechtfertigung durch den Glauben geschieht, sind zum Bewahren der Rechtfertigung und somit zum Erlangen des künftigen Heils gute Werke notwendig. Das Bewahren der Rechtfertigung durch die guten Werke ist die notwendige Ergänzung zum Annehmen durch Glauben. Aus der anfänglichen Zurückhaltung gegenüber der lutherischen Lehre aus seelsorglichen Gründen wird eine grundsätzliche und theologisch begründete Ablehnung. Für ihn stellt der reformatorische Ansatz eine Teilwahrheit dar. In seiner Verteidigungsschrift zum Augsburger Interim und in der Schrift De securitate conscientiae verknüpft Klinge diesen Gedanken mit der im Interim vorgetragenen duplex-iustitia-Lehre.
Obwohl Klinges Schriften große Verbreitung erfuhren, wie die Vielzahl der Auflagen zeigt, wurden sie im Zuge der Gegenreformation als nicht im vollen Sinn (revera et integre) katholisch kritisiert und 1590 sowie 1596 von der katholischen Kirche auf den Index der verbotenen Bücher gesetzt.

## Schriften
- Catechismus catholicus ... (ed. Georg Witzel iun.), Köln 1562, 1570.
- Confutatio mendaciorum a Luteranis adversus librum Imperii seu Interim..., Köln 1563.
- De securitate conscientiae Catholicorum..., Köln 1563.
- Summa doctrinae Christianae Catholicae (ed. Georg Witzel iun.), Köln 1562, 1570.
- Loci communes Theologici pro Ecclesia Catholica ..., Köln  1559, 1560.
- Loci communes Theologici  ... (ed. Georg Witzel iun.), Köln 1562, 1565, 1580; Paris 1567, 1674.